# Schwarzes Brett

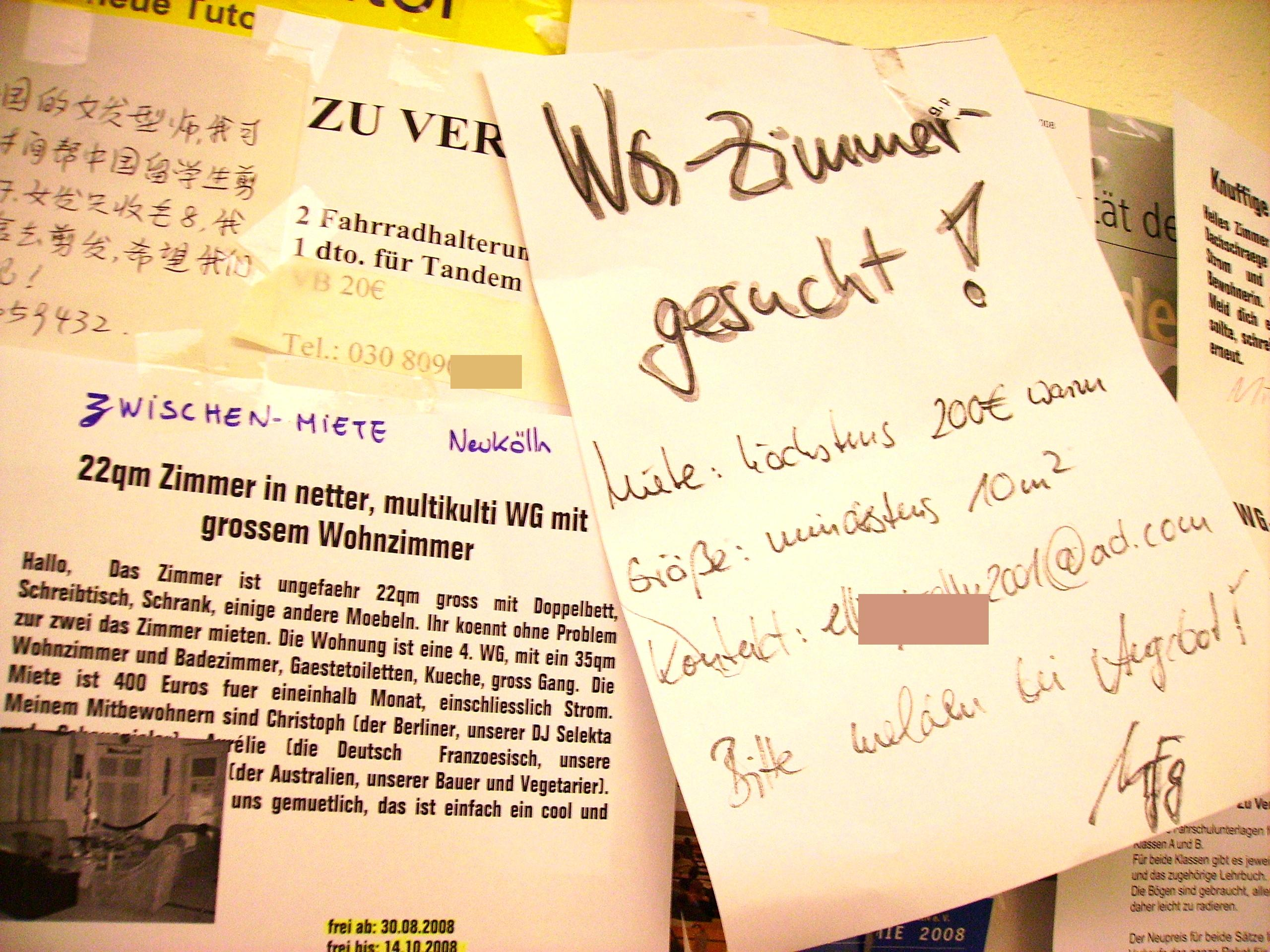
WG-Zimmer-Angebote und -Gesuche an einem Schwarzen Brett in Berlin

Ein Schwarzes Brett (nach neuer Rechtschreibung auch schwarzes Brett) ist ein Platz, an dem öffentliche Einrichtungen, wie Gerichte, Rathäuser, Ämter, Schulen, Universitäten oder Bibliotheken ihre Besucher zu wechselnden Sachverhalten informieren. Häufig sind Schwarze Bretter in Form von Pinnwänden vorzufinden. Bei wichtigen Aushängen werden dagegen meist abschließbare Schaukästen verwendet, damit die ausgehängten Schriftstücke nicht verfälscht, beschädigt oder entfernt werden können.
Bei den Informationen handelt es sich in der Regel um Ankündigungen von Terminen, Veranstaltungen, Ergebnissen von Prüfungen und Klausuren oder Stellenausschreibungen. Schwarze Bretter dienen auch der wissenschaftlichen Arbeit, etwa zur Aufbewahrung und Weitergabe von Gedanken oder kurzen Notizen mit Bezug zu den entsprechenden Lehrveranstaltungen.
Besonders an Hochschulen nutzen private Interessenten das Schwarze Brett für Such- oder Verkaufswünsche von gebrauchten Gegenständen, Job-Angeboten oder auch zur Wohnungssuche.

## Ursprung
Der Ursprung des Ausdrucks besteht in dem Gebrauch von Tafeln in Wirtshäusern, an denen angekreidet wurde, was der einzelne Gast zu zahlen hatte.

## Entwicklung
Der englische Begriff für Schwarzes Brett ist Bulletin Board und steht mindestens seit der Gründung der ersten Mailbox (auf Englisch Bulletin Board System, kurz BBS) 1978 von Ward Christensen und Randy Suess eng im Zusammenhang mit der Geschichte des frühen Internets. Sie lösten mit der CBBS (Computerized Bulletin Board System) Chicago ihren bisherigen Anrufbeantworter ab, auf dem Computer-Clubmitglieder sich gemeinschaftlich Nachrichten hinterließen.
In Deutschland verwenden viele Mailboxprogramme den Begriff „Brett“ für ein Forum oder Nachrichtenverzeichnis. Dies war besonders im Z-Netz verbreitet, das sich mit der ursprünglichen Zerberus-Software an die „GeoNet“-Benutzerführung des westdeutschen E-Mail-Pioniers Günther Leue anlehnte.
Mit dem World Wide Web der 1990er bot sich eine neue Plattform für Online-Foren. Hierzu zählt im weiteren Sinne auch der Kleinanzeigen-Markt (on-/offline). Im engeren Sinne haben Schwarze-Brett-Seiten im Internet vor allem dort Bedeutung, wo schon die realen Bretter zuvor auf reges Interesse gestoßen sind und deren einfaches Grundprinzip möglichst direkt übertragen wurde. Hierunter fallen zum Beispiel die Schwarzen Bretter auf öffentlichen Internetauftritten von Städten und sonstigen öffentlichen Einrichtungen. Daneben gibt es vor allem an den deutschen Hochschulen eine mittlerweile stark gestiegene Anzahl von Schwarze-Brett-Seiten, die entweder direkt von der Hochschule selbst als Service betrieben werden oder von Studenten ins Leben gerufen worden sind. Im World Wide Web heißen die Schwarzen Bretter „Newsgroups“. Dies sind Informations- und Diskussionsforen zu beliebigen Themen in einem „Usenet“ genannten Teil des Internets oder in anderen Netzen. Newsgroups sind hierarchisch gegliedert in Allgemeines (asc), Vermischtes (misc), Computer-Themen (comp), Entspannung (rec), Forschung (sci) und weitere Themen. Eine Alternative zu Newsgroups besteht in den Foren im World Wide Web und es gibt die Zwischenform von webbasiertem Zugriff auf Newsgroups, wie z. B. Google Groups.

## Digitales Schwarzes Brett
Ein digitales Schwarzes Brett ist ein audiovisuelles, interaktives Informationssystem. Es ist die modernisierte Variante des klassischen Schwarzen Bretts bzw. der analogen Pinnwand. Dabei handelt es sich um eine Spezialform oder Weiterentwicklung von Digital Signage, da ein Digitales Schwarzes Brett interaktive Komponenten bietet. Synonyme sind Digitale Pinnwand oder Digitales Infoboard.